# Scarab-Reventlow Automobiles
 (novembre 2022).
Si vous disposez d'ouvrages ou d'articles de référence ou si vous connaissez des sites web de qualité traitant du thème abordé ici, merci de compléter l'article en donnant les références utiles à sa vérifiabilité et en les liant à la section « Notes et références ».
Pour les articles homonymes, voir Scarab.
Scarab est un ancien constructeur de voitures de sport et de monoplaces de Formule 1, présent une seule saison (1960) dans cette dernière catégorie où l'écurie ne participa qu'à quelques Grands Prix, ne se qualifiant qu'à deux reprises. Outre quelques succès en endurance aux États-Unis, Scarab doit surtout sa réputation au fait d'avoir permis à Richie Ginther de commencer sa carrière en Formule 1.

## Historique

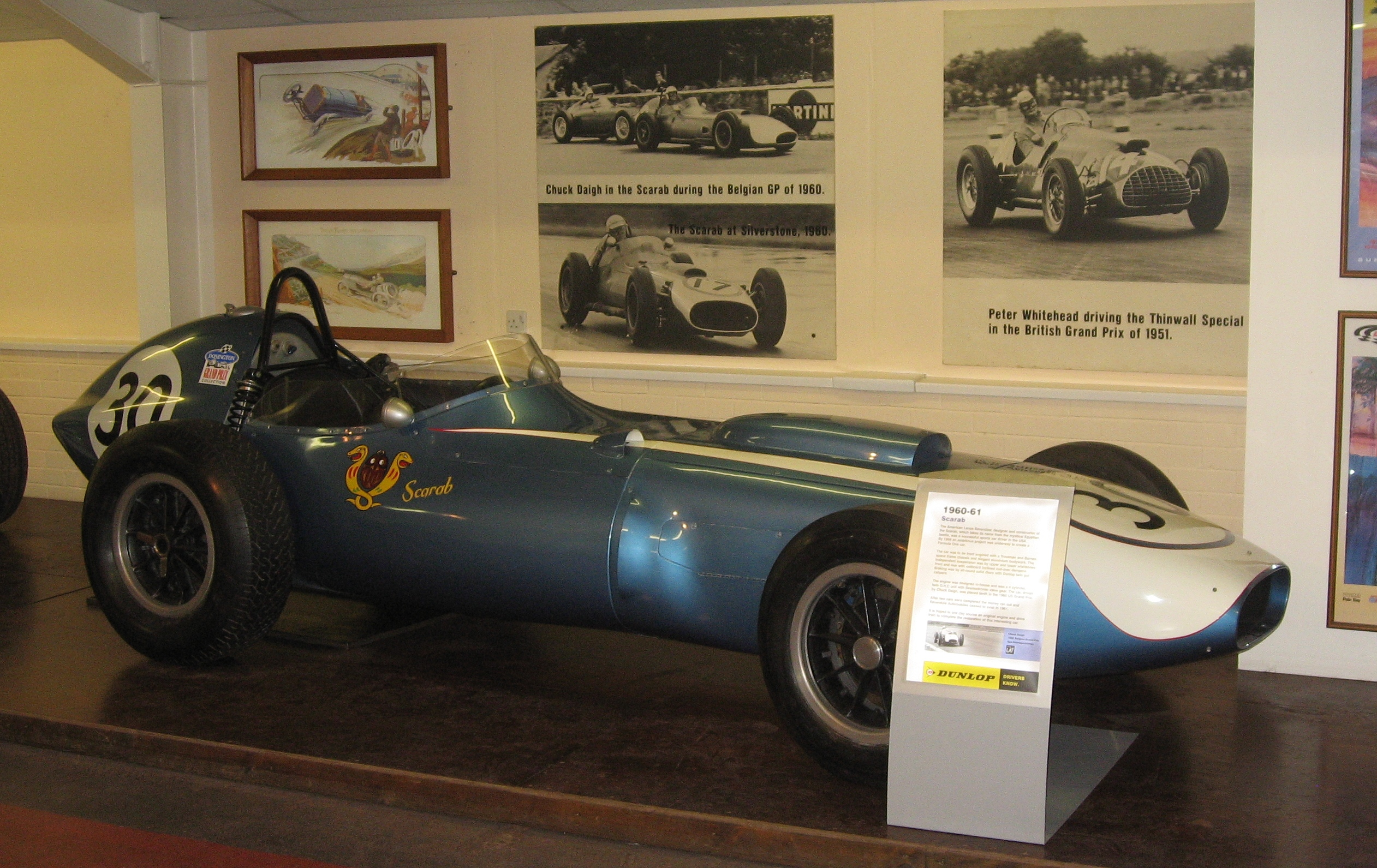
La Scarab F1 au musée de Donington

L'écurie Scarab concrétise le rêve du comte Lance von Haugwitz-Hardenberg-Reventlow de lancer sa propre équipe en championnat du monde de Formule 1. Lance Reventlow, playboy, entrepreneur et pilote automobile, fils de Barbara Hutton, beau-fils de Cary Grant puis beau-fils du Prince Igor Troubetzkoy crée, grâce à la fortune familiale son écurie de course Reventlow Automobiles Inc dès ses 22 ans.
Il décroche son premier succès aux États-Unis lorsque son pilote Chuck Daigh obtient une victoire en championnat USAC à Riverside en catégorie "sport". En 1959, Reventlow envisage de construire sa première monoplace de Formule 1 mais doit repousser son projet d'une année. Pendant ce temps, toujours en USAC, ses voitures glanent encore deux victoires. En 1960, Carroll Shelby, en USAC, remporte une nouvelle victoire pour Reventlow qui s'engage alors en Formule 1.
La Scarab F1, issue des standards de compétition en vigueur aux États-Unis apparaît déjà dépassée dès qu'elle fait son apparition sur le vieux continent. En effet elle dispose encore d'un moteur à l'avant alors que la technologie du moteur arrière initiée par Cooper domine la discipline depuis plus d'un an.
La Scarab débute à Monaco mais ni Reventlow ni Daigh ne parviennent à décrocher leur qualification, tournant à près de 7 secondes au tour du moins rapide des pilotes qualifiés. Par curiosité, Stirling Moss, alors considéré comme le meilleur pilote du plateau, prend le volant de la voiture pour quelques tours mais ne parvient pas non plus à fixer un chrono qui aurait placé la Scarab sur la grille, étant près de neuf secondes au tour plus lent qu'avec sa Lotus 18 !
Aux Pays-Bas, profitant semble-t-il d'une erreur de chronométrage, voire d'un coup de pouce de l'organisateur selon certaines versions, les Scarab obtiennent leur place sur la grille mais ne prennent pas le départ pour d'obscures raisons de prime d'engagement. Les Scarab font leurs débuts en Belgique où elles se qualifient en quinzième et dix-septième position. Malheureusement Lance Reventlow doit abandonner dès le second passage à la suite d'une rupture moteur tandis que Daigh ne réussira qu'à parcourir quinze tours de mieux avant de subir la même mésaventure.
Reventlow souhaite se concentrer sur son rôle de directeur d'écurie et, pour le Grand Prix de France, cède son baquet au prometteur débutant Richie Ginther qui n'a disputé à l'époque qu'un seul Grand Prix. Les deux pilotes réussissent à se qualifier mais en raison de casses moteur survenues lors des essais sont contraints de déclarer forfait pour la course.
Lance Reventlow comprend alors que son projet Formule 1 est irréalisable en l'état et choisit de retourner aux États-Unis. Il permet toutefois à Chuck Daigh d'engager la Scarab lors de leur épreuve nationale disputée à Riverside : Daigh se qualifie en dix-huitième position et reçoit, pour la seule et unique fois, le drapeau à damiers en terminant à la dixième place.
En 1961, Chuck Daigh qui a racheté le châssis Scarab F1 à Reventlow dispute quelques courses hors-championnat (septième au BRDC International Trophy) mais cesse rapidement de courir à la suite d'un accident. Pendant ce temps, Lance Reventlow, pour mieux tourner la page des déceptions en Formule 1, développe une nouvelle voiture pour le championnat USAC où les résultats seront à nouveau au rendez-vous.

## Résultats en championnat du monde de Formule 1
| Saison | Écurie                     | Châssis   | Moteur    | Pneus  | Pilotes                                    | Grands Prix disputés     | Points inscrits | Classement |
| ------ | -------------------------- | --------- | --------- | ------ | ------------------------------------------ | ------------------------ | --------------- | ---------- |
| 1960   | Reventlow Automobiles Inc. | Scarab F1 | Scarab L4 | Dunlop | Chuck Daigh Lance Reventlow Richie Ginther | 2 (3 non-participations) | 0               | Non classé |

| Saison | Écurie                     | Châssis   | Moteur    | Pneumatiques | Pilotes         | Courses | Courses | Courses | Courses | Courses | Courses | Courses | Courses | Courses | Courses | Points inscrits | Classement |
| Saison | Écurie                     | Châssis   | Moteur    | Pneumatiques | Pilotes         | 1       | 2       | 3       | 4       | 5       | 6       | 7       | 8       | 9       | 10      | Points inscrits | Classement |
| ------ | -------------------------- | --------- | --------- | ------------ | --------------- | ------- | ------- | ------- | ------- | ------- | ------- | ------- | ------- | ------- | ------- | --------------- | ---------- |
| 1960   | Reventlow Automobiles Inc. | Scarab F1 | Scarab L4 | Dunlop       |                 | ARG     | MON     | 500     | P-B     | BEL     | FRA     | GBR     | POR     | ITA     | USA     | 0               | Non classé |
| 1960   | Reventlow Automobiles Inc. | Scarab F1 | Scarab L4 | Dunlop       | Chuck Daigh     |         | Nq      |         | Np      | Abd     | Np      |         |         |         | 10e     | 0               | Non classé |
| 1960   | Reventlow Automobiles Inc. | Scarab F1 | Scarab L4 | Dunlop       | Lance Reventlow |         | Nq      |         | Np      | Abd     |         |         |         |         |         | 0               | Non classé |
| 1960   | Reventlow Automobiles Inc. | Scarab F1 | Scarab L4 | Dunlop       | Richie Ginther  |         |         |         |         |         | Np      |         |         |         |         | 0               | Non classé |

Légende : ici